# Плацериано, Эуген
Э́уген (Э́уджен) Плац(ц)ериа́но (хорв. Eugen Placeriano, итал. Eugen Plazzeriano; 3 декабря 1897, Аграм, Королевство Хорватия и Славония, Австро-Венгрия — 1953, Загреб, ФНРЮ) — югославский хорватский футболист итальянского происхождения, нападающий. Участник Олимпиады 1924 года.

## Карьера

### Клубная
Всю свою игровую карьеру, с 1919 по 1928 год, провёл в загребском клубе ХАШК, став за это время, вместе с командой, один раз третьим призёром чемпионата Югославии (Королевства СХС). В некоторых источниках ошибочно указывается, что Плацериано играл за сплитский «Хайдук», однако в составе «Хайдука» он ни разу не встречается.

### В сборной
В составе главной национальной сборной Королевства СХС единственный раз сыграл 26 мая 1924 года в единственном матче сборной на Олимпиаде 1924 года, где его команда уступила будущим победителям этого розыгрыша сборной Уругвая со счётом 0:7.

## После карьеры
Умер Эуген Плацериано на 56-м году жизни в 1953 году в Загребе.

## Достижения

### Командные
3-й призёр чемпионата Королевства СХС: (1)
- 1927